# 匠Method
匠Method（たくみめそっど、英：Takumi Method）とはビジネスデザインを行うための企画手法であり、そのベースは要求開発方法論（Openthology:ITプロジェクトの超上流の手法）にある。
要求開発の発展形としてビジネス価値を表現するモデルの導入やITを含まないビジネス活動にも使えるように拡張されている。よって、要求開発の手法の一つとも捉えることができるが、主にビジネス（サービス、プロダクト）デザイン（企画）手法として活用されている。
匠Methodは株式会社匠BusinessPlaceから提供されている日本生まれの誰もが使えるオープンな手法であり、同社代表取締役会長の萩本順三が開発した。

## モデル
匠Methodは、ビジネス企画をデザインする手法であり、その方法として形式的な図（モデル）を使用している。
以下のモデルでビジネス企画を表現する。
1. 価値デザインモデル..ビジネスを成功に導くために必要となる主要なステークホルダーの関係や課題について整理する図
2. 価値分析モデル..主要なステークホルダーがプロダクトが成功した際に与えられる価値を短めのストーリーとして複数記述し、それを企画側の目的と連結させた図
3. 要求分析ツリー..要求（企画に必要とされる課題）について戦略要求・業務要求・IT要求・活動のツリーとしてまとめる図
4. ビジネスコンテキストフロー..重要なビジネスプロセスに的を絞りビジネス上の流れをステークホルダーの連携フローとしてまとめることで効果を強調する図
5. ゴール記述モデル..活動について、内容、開始時期、終了時期、実施メンバー、目標値などを整理する図

## 特徴
ビジネス戦略ではなく「価値」からビジネス企画をデザインする手法であり、また、戦略を実現するための活動まで一気通貫で描くことができる。多くの手法が、戦略のデザイン、活動のデザインといったように、対象を限定的にすることでシンプルに理解をすることができるのに対し、匠Methodでは戦略・業務・IT・活動までを１つのモデルで表現することで、ステークホルダーの納得感を醸成することができる。かつ、各モデルはシンプルに描くことができる工夫が張り巡らされているため、１つ１つのモデルについても理解がたやすいという特徴がある。

## 適用領域
匠Methodにおけるビジネスデザインは、モノ・コト・ヒトが対象となる。
モノはプロダクト（製品）デザイン、コトはサービスデザイン、ヒトは（企業 or 部門 or グループ or  自分自身）のデザインのことであり、幅広いビジネス分野で活用可能なだけではなく、ビジネス以外の社会貢献活動や日常の活動についても活用されている。
具体的な利用法としては、業務システム開発などである。これは、DXを推進するための業務＆ITシステム改革のための手法、及び価値主導でプロジェクトを企画するための意識改革の道具として活用されている。また、早稲田大学におけるソフトウェア工学の授業や、SE4BS（Software Engineering for Business and Society、ビジネスと社会のためのソフトウエア工学）における価値駆動プロセスの領域で活用されている。
匠Methodは、構想・企画段階で使用されることを想定しており、いわゆる人が複数人で集まって活動を行う際の活動計画を策定する過程で価値・戦略戦術・活動について一気通貫に行うためのプロフェッショナルな道具として作られている。